# سیارک ۳۸۱۳

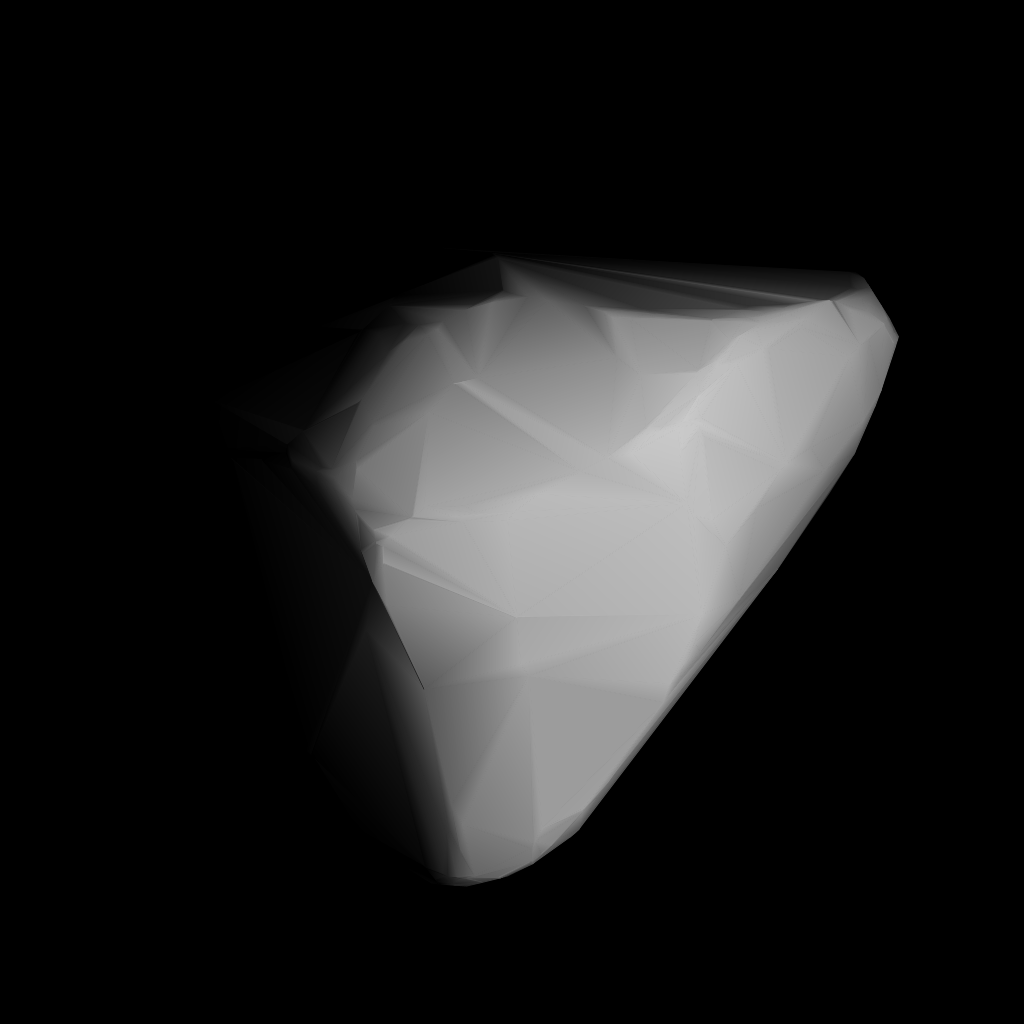
مدل سه بعدی سیارک

سیارک ۳۸۱۳ (به انگلیسی: 3813 Fortov، نامگذاری:1970QA1) سه هزار و هشتصد و سیزدهمین سیارک کشف شده‌است که در ۳۰ اوت ۱۹۷۰ کشف شد.
قدر مطلق سیارک برابر ۱۳٫۳۰ است.